# É Proibido Sonhar
É Proibido Sonhar  é um filme brasileiro de 1944, dirigido por Moacyr Fenelon, sendo escrito por ele e Mario Brasini. Nos papeis principais estão Mesquitinha, Mario Brasini e Lourdinha Bittencourt

## Sinopse
Uma jovem de modesta de condição social e econômica (Lourdinha Bittencourt), que completara estudos de canto, fica conhecendo o irmão (Mario Brasini )de uma sua colega e amiga (Nilza Magrassi), sendo que foram vítimas de um parente que se apossara de seus haveres. Após inúmeros incidentes, o pai (Mesquitinha) da jovem cantora, um modesto negociante de objetos usados, concorre para que os jovens reconquistem a herança, enquanto sua filha se compromete em casamento com o jovem irmão de sua amiga.

## Elenco
| Ator/Atriz            | Personagem  |
| --------------------- | ----------- |
| Mesquitinha           | Seu Acácio  |
| Mario Brasini         | Pretendente |
| Lourdinha Bittencourt | Cantora     |
| José Carlos Burle     | Banqueiro   |
| Nilza Magrassi        | Amiga       |
| Sandro Polônio        | —           |
| Oswaldo Loureiro      | —           |
| Oswaldo Louzada       | —           |